# Paul Kariya
Paul Tetsuhiko Kariya, skraćeno Paul Kariya (Vancouver, Britanska Kolumbija, 16. listopada 1974.) kanadski je profesionalni hokejaš na ledu. Lijevoruki je napadač i igra na poziciji lijevog krila. Danas je zamjenski kapetan National Hockey League (NHL) momčadi St. Louis Blues. U 914 odigranih utakmica postigao je 384 golova i ukupno 946 bodova, a sedam puta izabran je u All-Star momčad. Dva puta je išao iznad magične granice od 100 bodova u sezoni, i s pravom je smatran jednim od najboljih lijevih krila u ligi. 

## National Hockey League

### Mighty Ducks of Anaheim / Anaheim Ducks (1994. – 2003.)
Mighty Ducks of Anaheim birali su Kariyu kao ukupno 4. izbor drafta 1993. godine. Tijekom nekoliko godina Mighty Ducksi imali su vrlo talentirani i jaki napad - Finac Selanne i Kariya bili su sami vrh NHL ponude, ali ostatak momčadi, obrana i golman bili su im problem. Tijekom sezone 2000./01. Kariya i Selanne po običaju su predvodili svoju momčad. U utakmici protiv Flyersa, 22. listopada 2000. Philadelphia je svojem nizu utakmica bez pobjeda dodala jos jedan poraz. Golom Sellanea 2:35 prije kraja s igračem više, Anaheim je nastavio svoj niz pobjeda. U siječnju 2001. izglasan je u momčad Sjeverne Amerike sastavljena od igrača koji brane boje Kanade i SAD-a i igra protiv momčadi Svijeta za koju igraju-svi ostali. Nakon All-Stara, stigla je teška serija Anaheima. 21. veljače 2001. nakon jedanaest utakmica bez pobjede kod kuće, navijači Mighty Ducksa su konačno imali razlog za slavlje. No da bi Mighty Ducks pobijedili bila je potrebna velika noć Paula Kariye koji je je zabio tri gola i dodao asist, dok je Sellane zabio dva gola i tri puta asistirao protiv Calgaryja. U ožujku iste godine, Anaheim je raspario ponajbolji par lige Selanne-Kariya, tako što su mijenjali Selannea u San Jose Sharkse, dok su u zamjenu za njega u Anaheim otputovali mladi centar Jeff Friesen i vratar Steve Shields, te izbor u drugom krugu drafta, navodeći kao razlog dobitak potencijalno sjajnog igrača, i što je njima najvažnije - kvalitetnog vratara. Iako se odlaskom Selannea očekivao pad Mighty Ducksa, u nastavku sezone, Anaheim je zaredao niz od pet pobjeda predvođeni Kariyom koji je po treci puta u zadnjih šest utakmica zabio dva gola.
Sljedeće sezone također je izglasan u momčadi Sjeverne Amerike na NHL All-Star utakmici 2002. godine i igrao je u postavi Lemieux-Sakic-Kariya. U veljači iste godine protiv Philadelphie, Anaheim je upisao šest pobjedu zaredom, a Kariya je u svojoj jubilarnoj 500-toj NHL utakmici upisao sedmi hat-trick. U nastavku sezone nastavio je s dobrim igrama, upisavši početkom ožujka protiv New Jersey Devilsa osmi gol u zadnjih osam nastupa. Međutim, Mighty Ducksi ponovo su propustili doigravanje. 

#### Finale Stanleyjeva kupa (2002./03.)
Kako u Anaheimu već tri proljeća nisu vidjeli doigravanja, vodstvo kluba posvetilo se tom problemu. U Anaheim su stigli Adam Oates (najbolji asistent lige), Petr Sykora, Mike Commodore i Igor Pohanka. Time su oformili snažnu napadačku postavu. Jedna od boljih utakmica te napadačke linije bila je ona početkom studenog 2002. protiv Nashvillea. Po jedan pogodak postigli su Kariya i Sykora, dok je Steve Rucchin dodao dva asista. Dva dana prije Nove godine, u uvjerljivom porazu Anaheima od Vancouver Canucksa, Kariya je nastupio na utakmici usprkos smrti oca. Pred All-Star 2003. godine napadačka linija odigrala je sjajan susret protiv Los Angeles Kingsa. Steve Rucchin je u svom 500. NHL nastupu zabilježio dva gola i asist, Kariya je imao učinak od dva gola i dva asista, dok je posljednji gol na utakmici, onaj za 6:5 tri minuta prije kraja postigao Sykora. Na 53. tradicionalnoj NHL All-Star utakmici, vraćen je sistem Istočne i Zapadne konferencije, a Kariya je ponovo pronašao mjesto na velikom događaju u momčadi Zapada. Dominacija napadačkoj trojca nastavila se i u nastavku sezone, a to se prenijelo i u doigravanje. Anaheim je na "krilima" vratara Jean-Sebastien Giguerea i Kariye stigao do finala Stanleyjeva kupa. Momčad koju je malo tko uopće očekivao u postsezoni u prvom je krugu priredila jedno od najvećih iznenađenja u povijesti National Hockey League - u četiri utakmice Mighty Ducksi su "pomeli" led s aktualnim prvacima i najvećim favoritima Detroit Red Wingsima. Iznenađenjima, očigledno, tu nije bio kraj - drugi krug Mighty Ducksima je donio Dallas, najbolju momčad Zapada u regularnoj sezoni, no ni Starsi nisu bili preveliki problem - 4-2 za Anaheim, i lak prolazak pokraj Minnesote u konferencijskom finalu. U finalu Stanleyjeva kupa igrali su s New Jersey Devilsima, koje su smatrali velikim favoritima. Nakon što su prve četiri utakmice protekle u znaku čvrstih obrana i malo prilika za pogodak, peti i šesti dvoboj bili su zaista sjajne predstave, a Mighty Ducksi slavili su s 5:2 u šestoj utakmici finala, izborivši tako odlučujuću sedmu utakmicu, ali to na kraju nije bilo dovoljno da uzmu trofej i morali se zadovoljiti naslovom vice-prvaka. 

### Colorado Avalanche (2003. – 2004.)
Management Anaheima odlučio se ne produžiti ugovor s Kariyom, barem ne prema uvjetima koje je zahtijevao stari ugovor. Naime, Kariya, četiri je godine dobivao 10 milijuna $, a prema tom ugovoru, Anaheim je imao pravo produžiti ugovor na još jednu godinu za istu cifru, što je klubu bilo previše jer su se željeli pojačati za iduću sezonu, a to neće moći plati li jednom igraču 10 milijuna (već oko 6-7 milijuna). Međutim, Kariyi to nije bilo važno, naime, prihvatio je plaću manju od prosječne u NHL, samo 1.2 milijuna $ u Coloradu, kako bi mogao igrati sa starim prijateljem Temmu Selanneom i u momčadi sposobnoj osvojiti Stanleyjev kup. Selanne neće tako slabo proći, zaradit će 5,8 milijuna $, ali i to je manje od onog što mu je nudio San Jose. Dvojac ima istog agenta, i kada je taj nazvao GM-a Colorada i ponudio mu Kariyu i Selannea, ovaj je zaključio kako nema šanse da dovedu takvu dvojicu igrača. Ipak, kako je Patrick Roy otišao u mirovinu, osam milijuna $ postalo je slobodno za free agente, a kako su Kariya i Selanne pristali na puno manje plaće od tržišne vrijednosti, bilo je jasno da će pojačati momčad Colorado Avalanchea. Ono što je zastrašujuće bilo za protivnike jest činjenica da su Selanne i Kariya bili pridruženi Joeu Sakicu kao centru, i to na - drugoj liniji Colorada. Avsi su u prvom nastupu sezone (2003./04.) krenuli s "petardom", savladavši Chicago s 5:0. Paulu Kariyi i Teemu Selanneu nije dugo trebalo da otkriju staru "kemiju" iz Anaheima - već nakon šest minuta Kariya je na asistenciju Finca doveo Avse u vodstvo. Na kraju, Kariya je završio s golom i dva asista. Usprkos sjajnom početku, Kariya je razočarao te je u sezoni protkanoj ozljedama ubilježio tek 11 golova i 25 asistencija u 51 odigranoj utakmici i na kraju sezone napustio Avse. 

### Nashville Predators  (2005. – 2007.)
Nakon godine dana "praznog hoda" (eng. lock-out), užurbala se aktivnost u uredima NHL klubova. Svi se bore za potpise najjačih free-agenta, ali s druge strane moraju paziti na novi salary cap. Nashville je uspio u naumu da dovedu u svoju momčad neočekivano pojačanje, jer Kariyu je tražila većina NHL klubova. Potpisao je ugovor na dvije godine, vrijedan devet milijuna dolara. Nashville je započeo novu sezonu s nizom od osam pobjeda koji je prekinut kod tada najslabije momčadi lige, Columbusa, 27. listopada 2005. Na kraju sezone Predatorsi su ušli u doigravanje, gdje su ispali u prvom krugu od San Jose Sharksa, iako je Kariya za Predatorse briljirao sa 7 bodova (2 gola, 5 asistencija) u pet utakmica.
Nova sezona donijela je nova očekivanja za Predatorse, a nakon što su krajem studenog 2006. teško porazili Detroit 6:2, među kojima se u strijelce upisao i Kariya, Nashville je postao jedan od legitimnih kandidata za Stanleyjev kup. S takvim ciljem krenuli su u nastavak sezone, te su u veljači 2007. bili vodeća ekipa Zapadne konferencije. Regularni dio sezone završili su na četvrtom mjestu konferencije, međutim, već prvi krug doigravanja izbacio je Predatorse u naumu osvajanja Stanleyjeva kupa, gdje ih je drugu godinu zaredom izbacio San Josea. 

### St. Louis Blues (2007. – 2010.)
Prvog dana početka prijelaznog roka Kariya je pronašao novi klub. Potpisao je na tri godine za St. Louis Blues, dok su Bluesi uz njega vratili Keitha Tkachuka. Međutim, sve skupa nije pomoglo Blueserima da uhvate play-of, štoviše bili su pretposljendja najgora momčad lige. Kariya je odigrao najslabiju sezonu, još od sezone 2003./04. kada je nosio dres Avsa, upisavši samo 65 bodova. U novoj sezoni (2008./09.) nitko nije očekivao puno od St. Louisa i predviđali su im sezonu sličnu prošlogodišnjoj. Kariya je 5. studenog 2008. u dvoboju s Anaheimom povrijedio bedrani mišić, a nakon što je mjesec dana mirovao, probao se vratiti na led. Međutim, kako bol u području kuka nije prestala, odlučili su ga poslati na operaciju, što je značilo završetak sezone za Kariyu. Iako su St. Louis nakon ozljede Kariye i ostalih važnih igrača otpisali iz utrke za doigravanje, Blueseri su napravili mali podvig osvojivši 6. mjesto na Zapadnoj konferenciji. U prvom krugu ispali su od Vancouver Canucksa s ukupnih 4:0.
10. veljače 2010. Kariya je okončao negativan niz zabijajanja pogodaka na domaćem ledu, gdje nije zabio 15 mjeseci, ali je Detroit Red Wingsima utrpao dva gola.

## Statistika karijere

### Klupska statistika
| 1992./93.       | Sveučilište Maine       | HE              | 39  | 25  | 75  | 100 | 12  | —  | —  | —  | —  | —  |
| 1993./94.       | Sveučilište Maine       | HE              | 12  | 8   | 16  | 24  | 4   | —  | —  | —  | —  | —  |
| 1994./95.       | Mighty Ducks of Anaheim | NHL             | 47  | 18  | 21  | 39  | 4   | —  | —  | —  | —  | —  |
| 1995./96.       | Mighty Ducks of Anaheim | NHL             | 82  | 50  | 58  | 108 | 20  | —  | —  | —  | —  | —  |
| 1996./97.       | Mighty Ducks of Anaheim | NHL             | 69  | 44  | 55  | 99  | 6   | 11 | 7  | 6  | 13 | 4  |
| 1997./98.       | Mighty Ducks of Anaheim | NHL             | 22  | 17  | 14  | 31  | 23  | —  | —  | —  | —  | —  |
| 1998./99.       | Mighty Ducks of Anaheim | NHL             | 82  | 39  | 62  | 101 | 40  | 3  | 1  | 3  | 4  | 0  |
| 1999./00.       | Mighty Ducks of Anaheim | NHL             | 74  | 42  | 44  | 86  | 24  | —  | —  | —  | —  | —  |
| 2000./01.       | Mighty Ducks of Anaheim | NHL             | 66  | 33  | 34  | 67  | 20  | —  | —  | —  | —  | —  |
| 2001./02.       | Mighty Ducks of Anaheim | NHL             | 82  | 32  | 25  | 57  | 28  | —  | —  | —  | —  |    |
| 2002./03.       | Mighty Ducks of Anaheim | NHL             | 82  | 25  | 56  | 81  | 48  | 21 | 6  | 6  | 12 | 6  |
| 2003./04.       | Colorado Avalanche      | NHL             | 51  | 11  | 25  | 36  | 22  | 1  | 0  | 1  | 1  | 0  |
| 2005./06.       | Nashville Predators     | NHL             | 82  | 31  | 54  | 85  | 40  | 5  | 2  | 5  | 7  | 0  |
| 2006./07.       | Nashville Predators     | NHL             | 82  | 24  | 52  | 76  | 36  | 5  | 0  | 2  | 2  | 2  |
| 2007./08.       | St. Louis Blues         | NHL             | 82  | 16  | 49  | 65  | 50  | —  | —  | —  | —  | —  |
| 2008./09.       | St. Louis Blues         | NHL             | 11  | 2   | 13  | 15  | 2   | —  | —  | —  | —  | —  |
| Sveukupno - HE  | Sveukupno - HE          | Sveukupno - HE  | 51  | 33  | 91  | 124 | 16  | —  | —  | —  | —  | —  |
| Sveukupno - NHL | Sveukupno - NHL         | Sveukupno - NHL | 914 | 384 | 562 | 946 | 363 | 46 | 16 | 23 | 39 | 12 |

### Reprezentacija
| Godina              | Reprezentacija      | Natjecanje          |    | OU | G  | A  | Bod | KM |
| ------------------- | ------------------- | ------------------- | -- | -- | -- | -- | --- | -- |
| 1992.               | Kanada              | SJP                 | 6  | 1  | 1  | 2  | 2   |    |
| 1992.               | Kanada              | SJP                 | 7  | 2  | 6  | 8  | 2   |    |
| 1993.               | Kanada              | SP                  | 8  | 2  | 7  | 9  | 0   |    |
| 1994.               | Kanada              | ZOI                 | 8  | 3  | 4  | 7  | 2   |    |
| 1994.               | Kanada              | SP                  | 8  | 5  | 7  | 12 | 2   |    |
| 1996.               | Kanada              | SP                  | 8  | 4  | 3  | 7  | 2   |    |
| 2002.               | Kanada              | ZOI                 | 6  | 3  | 1  | 4  | 0   |    |
| Sveukupno - Seniori | Sveukupno - Seniori | Sveukupno - Seniori | 51 | 20 | 29 | 49 | 10  |    |

## Vanjske poveznice
|  | Zajednički poslužitelj ima stranicu o temi Paul Kariya |

- Profil na NHL.com
- Profil na
- Profil na ESPN.com